# Regierung Kenny I
Die Regierung Kenny I war die 29. Regierung der Republik Irland, sie amtierte vom 9. März 2011 bis zum 6. Mai 2016.
Bei der Parlamentswahl am 25. Februar 2011 verlor die seit 2002 regierende Fianna Fáil 58 Sitze und wurde mit 20 Sitzen nur noch drittstärkste Partei. Eine Koalition aus Fine Gael (FG) und Labour Party (ILP) bildete die neue Regierung. Am 9. Mai 2011 wurde Enda Kenny (FG) mit 117 zu 27 Stimmen zum Taoiseach (Ministerpräsident) gewählt.  Der Ministerpräsident und seine Minister wurden am selben Tag von Staatspräsidentin Mary McAleese ernannt. Die Ernennung der Staatsminister erfolgte am 10. Mai.
Die Regierungsparteien verloren bei der Parlamentswahl am 26. Februar 2016 ihre Mehrheit. Fine Gail verlor 26 Sitze, blieb aber mit 50 Sitzen stärkste Partei. Labour verlor 30 Mandate und stellte nur noch 7 Abgeordnete. Bei der ersten Parlamentssitzung konnte kein Kandidat eine Mehrheit erringen. erst nach 2 Monaten wurde Enda Kenny am 6. Mai 2016 zum Chef einer Minderheitsregierung aus Fine Gael und einigen Unabhängigen gewählt.

## Zusammensetzung
| Minister                                                                                        | Minister                   | Minister  | Minister          | Minister | Minister           |
| Amt                                                                                             | Name                       | Partei    | Amtszeit          | Amtszeit | Amtszeit           |
| ----------------------------------------------------------------------------------------------- | -------------------------- | --------- | ----------------- | -------- | ------------------ |
| Taoiseach (Ministerpräsident)                                                                   | Enda Kenny                 | FG        | 9. März 2011      | –        | 06. Mai 2016       |
| Tánaiste (Vizeministerpräsident/-in)                                                            | Eamon Gilmore              | ILP       | 9. März 2011      | –        | 04. Juli 2014      |
| Tánaiste (Vizeministerpräsident/-in)                                                            | Joan Burton                | ILP       | 4. Juli 2014      | –        | 06. Mai 2016       |
| Außenminister                                                                                   | Eamon Gilmore              | ILP       | 9. März 2011      | –        | 02. Juni 2011      |
| Minister für Äußeres und Handel                                                                 | Eamon Gilmore              | ILP       | 2. Juni 2011      | –        | 11. Juli 2014      |
| Minister für Äußeres und Handel                                                                 | Charlie Flanagan           | FG        | 11. Juli 2014     | –        | 06. Mai 2016       |
| Minister/-in für Bildung und Qualifikation                                                      | Ruairi Quinn               | ILP       | 9. März 2011      | –        | 11. Juli 2014      |
| Minister/-in für Bildung und Qualifikation                                                      | Jan O’Sullivan             | ILP       | 11. Juli 2014     | –        | 06. Mai 2016       |
| Finanzminister                                                                                  | Michael Noonan             | FG        | 9. März 2011      | –        | 06. Mai 2016       |
| Ministerin für Gemeinwesen, ländliche Angelegenheiten und die Gaeltacht                         | Frances Fitzgerald         | FG        | 9. März 2011      | –        | 02. Juni 2011      |
| Minister/-in für Kinder und Jugend                                                              | Frances Fitzgerald         | FG        | 2. Juni 2011      | –        | 08. Mai 2014       |
| Minister/-in für Kinder und Jugend                                                              | Charlie Flanagan           | FG        | 8. Mai 2014       | –        | 11. Juli 2014      |
| Minister/-in für Kinder und Jugend                                                              | James Reilly               | FG        | 11. Juli 2014     | –        | 06. Mai 2016       |
| Minister für Gesundheit und Kinder                                                              | James Reilly               | FG        | 9. März 2011      | –        | 04. Juni 2011      |
| Gesundheitsminister                                                                             | James Reilly               | FG        | 4. Juni 2011      | –        | 11. Juli 2014      |
| Gesundheitsminister                                                                             | Leo Varadkar               | FG        | 11. Juli 2014     | –        | 06. Mai 2016       |
| Minister für Justiz und Rechtsreform                                                            | Alan Shatter               | FG        | 9. März 2011      | –        | 02. April 2011     |
| Minister/-in für Justiz und Gleichstellung                                                      | Alan Shatter               | FG        | 2. April 2011     | –        | 07. Mai 2014       |
| Minister/-in für Justiz und Gleichstellung                                                      | Enda Kenny (kommissarisch) | FG        | 7. Mai 2014       | –        | 08. Mai 2014       |
| Minister/-in für Justiz und Gleichstellung                                                      | Frances Fitzgerald         | FG        | 8. Mai 2014       | –        | 06. Mai 2016       |
| Minister für Kommunikation, Energie und Bodenschätze                                            | Pat Rabbitte               | ILP       | 9. März 2011      | –        | 11. Juli 2014      |
| Minister für Kommunikation, Energie und Bodenschätze                                            | Alex White                 | ILP       | 11. Juli 2014     | –        | 06. Mai 2016       |
| Minister für Landwirtschaft, Fischerei und Ernährung                                            | Simon Coveney              | FG        | 6. Juli 2011      | –        | 17. Oktober 2011   |
| Minister für Landwirtschaft, Ernährung und Meeresangelegenheiten                                | Simon Coveney              | FG        | 17. Oktober 2011  | –        | 06. Mai 2016       |
| Minister für öffentliche Ausgaben und die Reform des öffentlichen Dienstes                      | Brendan Howlin             | ILP       | 6. Juli 2011      | –        | 06. Mai 2016       |
| Sozialministerin                                                                                | Joan Burton                | ILP       | 9. März 2011      | –        | 06. Mai 2016       |
| Minister für Tourismus, Kultur und Sport                                                        | Jimmy Deenihan             | FG        | 9. März 2011      | –        | 02. Juni 2011      |
| Minister/-in für Kunst, nationales Erbe und die Gaeltacht                                       | Jimmy Deenihan             | FG        | 2. Juni 2011      | –        | 11. Juli 2014      |
| Minister/-in für Kunst, nationales Erbe und die Gaeltacht                                       | Heather Humphreys          | FG        | 11. Juli 2014     | –        | 06. Mai 2016       |
| Minister für Umwelt, nationales Erbe und örtliche Verwaltung                                    | Phil Hogan                 | FG        | 9. März 2011      | –        | 02. Mai 2011       |
| Minister für Umwelt, Gemeinwesen und örtliche Verwaltung                                        | Phil Hogan                 | FG        | 2. Mai 2011       | –        | 11. Juli 2014      |
| Minister für Umwelt, Gemeinwesen und örtliche Verwaltung                                        | Alan Kelly                 | ILP       | 11. Juli 2014     | –        | 06. Mai 2016       |
| Minister für Unternehmen, Handel und Innovation                                                 | Richard Bruton             | FG        | 9. März 2011      | –        | 02. Juni 2011      |
| Minister für Beschäftigung, Unternehmen und Innovation                                          | Richard Bruton             | FG        | 02. Juni 2011     | –        | 06. Mai 2016       |
| Verkehrsminister                                                                                | Leo Varadkar               | FG        | 9. März 2011      | –        | 02. April 2011     |
| Minister für Verkehr, Tourismus und Sport                                                       | Leo Varadkar               | FG        | 2. April 2011     | –        | 11. Juli 2014      |
| Minister für Verkehr, Tourismus und Sport                                                       | Paschal Donohoe            | FG        | 11. Juli 2014     | –        | 06. Mai 2016       |
| Verteidigungsminister                                                                           | Alan Shatter               | FG        | 9. März 2011      | –        | 07. Mai 2014       |
| Verteidigungsminister                                                                           | Enda Kenny                 | FG        | 7. Mai 2014       | –        | 11. Juli 2014      |
| Verteidigungsminister                                                                           | Simon Coveney              | FG        | 11. Juli 2014     | –        | 06. Mai 2016       |
| Attorney General of Ireland (Generalstaatsanwalt)                                               | Máire Whelan               | parteilos | 9. März 2011      | –        | 06. Mai 2016       |
| Staatsminister                                                                                  |                            |           |                   |          |                    |
| Amt                                                                                             | Name                       | Partei    | Amtszeit          | Amtszeit | Amtszeit           |
| Staatsminister/-in beim Taoiseach                                                               | Paul Kehoe                 | FG        | 9. März 2011      | –        | 06. Mai 2016       |
| Staatsminister/-in beim Taoiseach                                                               | Lucinda Creighton          | FG        | 10. März 2011     | –        | 11. Juli 2013      |
| Staatsminister/-in beim Taoiseach                                                               | Paschal Donohoe            | FG        | 12. Juli 2013     | –        | 11. Juli 2014      |
| Staatsminister/-in beim Taoiseach                                                               | Jimmy Deenihan             | FG        | 11. Juli 2014     | –        | 06. Mai 2016       |
| Staatsminister/-in beim Taoiseach                                                               | Simon Harris               | FG        | 15. Juli 2014     | –        | 06. Mai 2016       |
| Staatsminister/-in beim Taoiseach                                                               | Dara Murphy                | FG        | 15. Juli 2014     | –        | 06. Mai 2016       |
| Staatsministerin im Außenministerium                                                            | Lucinda Creighton          | FG        | 10. März 2011     | –        | 02. Juni 2011      |
| Staatsministerin im Außenministerium                                                            | Jan O’Sullivan             | ILP       | 10. März 2011     | –        | 02. Juni 2011      |
| Staatsminister/-in im Ministerium für Äußeres und Handel                                        | Lucinda Creighton          | FG        | 2. Juni 2011      | –        | 11. Juli 2013      |
| Staatsminister/-in im Ministerium für Äußeres und Handel                                        | Jan O’Sullivan             | ILP       | 2. Juni 2011      | –        | 20. Dezember 2011  |
| Staatsminister/-in im Ministerium für Äußeres und Handel                                        | Joe Costello               | ILP       | 20. Dezember 2011 | –        | 15. Juli 2014      |
| Staatsminister/-in im Ministerium für Äußeres und Handel                                        | Paschal Donohoe            | FG        | 12. Juli 2013     | –        | 11. Juli 2014      |
| Staatsminister/-in im Ministerium für Äußeres und Handel                                        | Seán Sherlock              | ILP       | 15. Juli 2014     | –        | 06. Mai 2016       |
| Staatsminister/-in im Ministerium für Äußeres und Handel                                        | Jimmy Deenihan             | FG        | 11. Juli 2014     | –        | 06. Mai 2016       |
| Staatsminister/-in im Ministerium für Äußeres und Handel                                        | Dara Murphy                | FG        | 15. Juli 2014     | –        | 06. Mai 2016       |
| Staatsminister im Ministerium für Bildung und Qualifikation                                     | Ciarán Cannon              | FG        | 10. März 2011     | –        | 15. Juli 2014      |
| Staatsminister im Ministerium für Bildung und Qualifikation                                     | Seán Sherlock              | ILP       | 10. März 2011     | –        | 15. Juli 2014      |
| Staatsminister im Ministerium für Bildung und Qualifikation                                     | Damien English             | FG        | 15. Juli 2014     | –        | 06. Mai 2016       |
| Staatsminister im Finanzministerium                                                             | Brian Hayes                | FG        | 18. Oktober 2011  | –        | 23. Mai 2014       |
| Staatsminister im Finanzministerium                                                             | Simon Harris               | FG        | 15. Juli 2014     | –        | 06. Mai 2016       |
| Staatsministerin im Ministerium für Gesundheit und Kinder                                       | Kathleen Lynch             | ILP       | 10. März 2011     | –        | 04. Juni 2011      |
| Staatsministerin im Ministerium für Gesundheit und Kinder                                       | Róisín Shortall            | ILP       | 10. März 2011     | –        | 04. Juni 2011      |
| Staatsminister/-in im Gesundheitsministerium                                                    | Kathleen Lynch             | ILP       | 4. Juni 2011      | –        | 06. Mai 2016       |
| Staatsminister/-in im Gesundheitsministerium                                                    | Róisín Shortall            | ILP       | 4. Juni 2011      | –        | 26. September 2012 |
| Staatsminister/-in im Gesundheitsministerium                                                    | Alex White                 | ILP       | 2. Oktober 2012   | –        | 11. Juli 2014      |
| Staatsminister/-in im Gesundheitsministerium                                                    | Aodhán Ó Ríordáin          | ILP       | 22. April 2015    | –        | 06. Mai 2016       |
| Staatsministerin im Ministerium für Justiz und Rechtsreform                                     | Kathleen Lynch             | ILP       | 10. März 2011     | –        | 02. April 2011     |
| Staatsminister/-in im Ministerium für Justiz und Gleichstellung                                 | Kathleen Lynch             | ILP       | 2. April 2011     | –        | 15. Juli 2014      |
| Staatsminister/-in im Ministerium für Justiz und Gleichstellung                                 | Dara Murphy                | FG        | 7. Oktober 2014   | –        | 06. Mai 2016       |
| Staatsminister/-in im Ministerium für Justiz und Gleichstellung                                 | Aodhán Ó Ríordáin          | ILP       | 15. Juli 2014     | –        | 06. Mai 2016       |
| Staatsminister im Ministerium für Kommunikation, Energie und Bodenschätze                       | Fergus O’Dowd              | FG        | 10. März 2011     | –        | 15. Juli 2014      |
| Staatsminister im Ministerium für Landwirtschaft, Fischerei und Ernährung                       | Shane McEntee              | FG        | 10. März 2011     | –        | 17. Oktober 2011   |
| Staatsminister/-in im Ministerium für Landwirtschaft, Ernährung und Meeresangelegenheiten       | Shane McEntee              | FG        | 17. Oktober 2011  | –        | 21. Dezember 2012  |
| Staatsminister/-in im Ministerium für Landwirtschaft, Ernährung und Meeresangelegenheiten       | Tom Hayes                  | FG        | 5. Juni 2013      | –        | 06. Mai 2016       |
| Staatsminister/-in im Ministerium für Landwirtschaft, Ernährung und Meeresangelegenheiten       | Ann Phelan                 | ILP       | 15. Juli 2014     | –        | 06. Mai 2016       |
| Staatsminister im Ministerium für öffentliche Ausgaben und die Reform des öffentlichen Dienstes | Brian Hayes                | FG        | 10. März 2011     | –        | 23. Mai 2014       |
| Staatsminister im Ministerium für öffentliche Ausgaben und die Reform des öffentlichen Dienstes | Simon Harris               | FG        | 15. Juli 2014     | –        | 06. Mai 2016       |
| Staatsminister im Sozialministerium                                                             | Kevin Humphreys            | ILP       | 15. Juli 2014     | –        | 06. Mai 2016       |
| Staatsminister im Ministerium für Tourismus, Kultur und Sport                                   | Dinny McGinley             | FG        | 10. März 2011     | –        | 02. Juni 2011      |
| Staatsminister/-in im Ministerium für Kunst, nationales Erbe und die Gaeltacht                  | Dinny McGinley             | FG        | 2. Juni 2011      | –        | 15. Juli 2014      |
| Staatsminister/-in im Ministerium für Kunst, nationales Erbe und die Gaeltacht                  | Joe McHugh                 | FG        | 15. Juli 2014     | –        | 06. Mai 2016       |
| Staatsminister/-in im Ministerium für Kunst, nationales Erbe und die Gaeltacht                  | Aodhán Ó Ríordáin          | ILP       | 15. Juli 2014     | –        | 06. Mai 2016       |
| Staatsminister im Ministerium für Umwelt, nationales Erbe und örtliche Verwaltung               | Fergus O’Dowd              | FG        | 10. März 2011     | –        | 02. Mai 2011       |
| Staatsminister im Ministerium für Umwelt, nationales Erbe und örtliche Verwaltung               | Willie Penrose             | ILP       | 9. März 2011      | –        | 02. Mai 2011       |
| Staatsminister/-in im Ministerium für Umwelt, Gemeinwesen und örtliche Verwaltung               | Fergus O’Dowd              | FG        | 2. Mai 2011       | –        | 15. Juli 2014      |
| Staatsminister/-in im Ministerium für Umwelt, Gemeinwesen und örtliche Verwaltung               | Willie Penrose             | ILP       | 2. Mai 2011       | –        | 15. November 2011  |
| Staatsminister/-in im Ministerium für Umwelt, Gemeinwesen und örtliche Verwaltung               | Jan O’Sullivan             | ILP       | 20. Dezember 2011 | –        | 11. Juli 2014      |
| Staatsminister/-in im Ministerium für Umwelt, Gemeinwesen und örtliche Verwaltung               | Paudie Coffey              | FG        | 15. Juli 2014     | –        | 06. Mai 2016       |
| Staatsminister/-in im Ministerium für Umwelt, Gemeinwesen und örtliche Verwaltung               | Ann Phelan                 | ILP       | 9. Dezember 2014  | –        | 06. Mai 2016       |
| Staatsminister im Ministerium für Unternehmen, Handel und Innovation                            | John Perry                 | FG        | 10. März 2011     | –        | 02. Juni 2011      |
| Staatsminister im Ministerium für Unternehmen, Handel und Innovation                            | Seán Sherlock              | ILP       | 10. März 2011     | –        | 02. Juni 2011      |
| Staatsminister im Ministerium für Beschäftigung, Handel und Innovation                          | John Perry                 | FG        | 2. Juni 2011      | –        | 15. Juli 2014      |
| Staatsminister im Ministerium für Beschäftigung, Handel und Innovation                          | Seán Sherlock              | ILP       | 2. Juni 2011      | –        | 15. Juli 2014      |
| Staatsminister im Ministerium für Beschäftigung, Handel und Innovation                          | Gerald Nash                | ILP       | 11. Juli 2014     | –        | 06. Mai 2016       |
| Staatsminister im Ministerium für Beschäftigung, Handel und Innovation                          | Damien English             | FG        | 15. Juli 2014     | –        | 06. Mai 2016       |
| Staatsminister im Verkehrsministerium                                                           | Alan Kelly                 | ILP       | 10. März 2011     | –        | 02. April 2011     |
| Staatsminister im Verkehrsministerium                                                           | Michael Ring               | FG        | 10. März 2011     | –        | 02. April 2011     |
| Staatsminister/-in im Ministerium für Verkehr, Tourismus und Sport                              | Michael Ring               | FG        | 2. April 2011     | –        | 06. Mai 2016       |
| Staatsminister/-in im Ministerium für Verkehr, Tourismus und Sport                              | Alan Kelly                 | ILP       | 2. April 2011     | –        | 11. Juli 2014      |
| Staatsminister/-in im Ministerium für Verkehr, Tourismus und Sport                              | Ann Phelan                 | ILP       | 15. Juli 2014     | –        | 06. Mai 2016       |
| Staatsminister im Verteidigungsministerium                                                      | Paul Kehoe                 | FG        | 9. März 2011      | –        | 06. Mai 2016       |

## Umbenennungen
Am 2. April 2011 wurde das Ministerium für Justiz und Rechtsreform in Ministerium für Justiz und Gleichstellung und das Verkehrsministerium in Ministerium für Verkehr, Tourismus und Sport umbenannt.
Am. 2. Mai 2011 wurde das Ministerium für Umwelt, nationales Erbe und örtliche Verwaltung in Ministerium für Umwelt, Gemeinwesen und örtliche Verwaltung umbenannt.
Am 2. Juni 2011 wurden folgende Ministerien umbenannt:
- Das Außenministerium in Ministerium für Äußeres und Handel[11]
- Das Ministerium für Gemeinwesen, ländliche Angelegenheiten und die Gaeltacht in Ministerium für Kinder und Jugend[12]
- Das Ministerium für Gesundheit und Kinder in Gesundheitsministerium[13]
- Das Ministerium für Tourismus, Kultur und Sport in Ministerium für Kunst, nationales Erbe und die Gaeltacht[14]
- Das Ministerium für Unternehmen, Handel und Innovation in Minister für Beschäftigung, Unternehmen und Innovation[15]

Am 17. Oktober 2011 wurde das Ministerium für Landwirtschaft, Fischerei und Ernährung in Ministerium für Landwirtschaft, Ernährung und Meeresangelegenheiten umbenannt.

## Umbesetzungen
Lucinda Creighton, die bei einer Abstimmung zum Abtreibungsgesetz gegen die Regierung stimmte, wurde aus der Fine-Gael-Fraktion ausgeschlossen und trat vom Amt der Staatsministerin zurück. Neuer Staatsminister wurde Paschal Donohoe.
Nach einem Report eines Whistleblowers der irischen Polizei über Datenschutzverletzungen durch Polizei und Justizministerium trat Justiz- und Verteidigungsminister Alan Shatter zurück. Das Verteidigungsministerium übernahm kommissarisch Regierungschef Kenny, neue Justizministerin wurde Frances Fitzgerald, bisher Ministerin für Kinder und Jugend. Das Ressort Kinder und Jugend übernahm Charlie Flanagan.
Staatsminister Brian Hayes trat am 23. Mai 2014 nach seiner Wahl ins Europaparlament  zurück.
Nach dem schlechten Abschneiden der Labour Party bei den Kommunalwahlen und der Europawahl wuchs der innerparteiliche Druck auf den Parteivorsitzenden Eamon Gilmore. Gilmore trat am 26. Mai vom Parteivorsitz zurück. Zur neuen Parteivorsitzenden wurde am 4. Juli Sozialministerin Joan Burton gewählt, die sich gegen ihren Kabinettskollegen Alex White durchsetzte. Burton folgte Gilmore auch als Tánaiste.
Am 11. Juni 2014 kam es zu einer größeren Regierungsumbildung. Aus der Regierung schieden aus: Außenminister Eamon Gilmore, der Minister für Bildung und Qualifikation Ruairi Quinn, der Minister für Kommunikation, Energie und Bodenschätze Pat Rabbitte und der Minister für Umwelt, Gemeinwesen und örtliche Verwaltung Phil Hogan, der Kommissar für Landwirtschaft und ländliche Entwicklung in der Europäischen Kommission wurde. Der Minister für Kunst, nationales Erbe und die Gaeltacht Jimmy Deenihan wurde Staatsminister. Die Staatsminister Paschal Donohoe, Alan Kelly, Alex White, die Staatsministerin Jan O’Sullivan sowie die Abgeordnete Heather Humphreys wurden Minister, Gerald Nash wurde Staatsminister.
Am 15. Juli 2014 schieden folgende Staatsminister aus: Ciarán Cannon, Joe Costello, Dinny McGinley, Fergus O’Dowd und John Perry. Neu als Staatsminister wurden berufen: Paudie Coffey, Damien English, Simon Harris, Kevin Humphreys, Joe McHugh, Dara Murphy, Aodhán Ó Ríordáin und Ann Phelan.